# Вільгельм Кран'як
Вільгельм Кран'як (нім. Wilhelm Kranjak; 13 лютого 1887, Фрізах, Австро-Угорщина — 22 травня 1949, Біла Церква, УРСР) — австро-угорський, австрійський і німецький офіцер, генерал-майор вермахту.

## Біографія
18 серпня 1907 року вступив в австро-угорську армію. Після навчання в інженерному кадетському училищі і 2-му інженерному батальйоні 1 жовтня 1912 року був призначений в 14-й саперний батальйон. 28 квітня 1914 року переведений в батальйон дирижаблів. Учасник Першої світової війни, з 1 серпня 1914 року — спостерігач 2-ї авіаційної роти. 26 грудня 1914 року поранений. Після одужання 5 лютого 1915 року очолив технічне навчання в 14-му саперному батальйону, а 5 травня був призначений командиром взводу. З 12 жовтня 1915 року — командир саперного загону на Монте Піана, потім в Південному Тіролі. З 6 березня 1916 року керував розмінуваннями на Коль-ді-Лана. 18 квітня 1916 року потрапив в італійський полон. 1 листопада 1919 року звільнений і повернувся додому, де був демобілізований. 5 січня 1920 року продовжив службу в австрійській армії, служив в інженерних частинах. З 1 березня 1938 року — командир 5-го інженерного батальйону. Після аншлюсу 15 березня 1938 року автоматично перейшов у вермахт. З 1 травня 1938 року — командир 83-го інженерного батальйону. 10 листопада 1938 року переведений в штаб фортечної інспекції 6, 15 березня 1939 року — командира фортечних інженерних частин 6.
З 1 липня 1939 року — командир фортечного інженерного штабу 12. З 20 березня 1941 року — офіцер інженерних частин в Генштабі гірського корпусу «Норвегія». З 23 грудня 1941 року — командир будівельних частин 35. З 1 січня 1944 року — вищий інженерний керівник для особливих доручень 22. 25 травня 1945 року взятий в полон радянськими військами. Помер в ув'язненні.

## Звання
- Кадет-заступник офіцери (18 серпня 1907)
- Лейтенант (1 травня 1910)
- Оберлейтенант (1 серпня 1914)
- Гауптман (1 травня 1917)
- Титулярний майор (1 січня 1921)
- Штабсгауптман (1 березня 1923)
- Майор (1 липня 1926)
- Оберстлейтенант (16 грудня 1934)
- Оберст (1 лютого 1939)
- Генерал-майор (1 квітня 1944)

## Нагороди
- Ювілейний хрест
- Срібна і бронзова медаль «За військові заслуги» (Австро-Угорщина) з мечами
- Військовий Хрест Карла
- Медаль «За поранення» (Австро-Угорщина) з однією смугою
- Пам'ятна військова медаль (Австрія) з мечами
- Почесний знак «За заслуги перед Австрійською Республікою», золотий знак
- Пам'ятна військова медаль (Угорщина) з мечами
- Хрест «За вислугу років» (Австрія) 2-го класу для офіцерів (25 років)
- Орден Заслуг (Австрія), лицарський хрест
- Почесний хрест ветерана війни з мечами
- Медаль «За вислугу років у Вермахті» 4-го, 3-го, 2-го і 1-го класу (25 років)
- Нагрудний знак «За поранення» в чорному — заміна австро-угорської медалі «За поранення».